# Ahmedabad Stock Exchange
Die Ahmedabad Stock Exchange (ASE) war die zweitälteste Wertpapierbörse Indiens, befand sich in der Stadt Ahmedabad im Westen des Landes und war vollständig im Besitz der indischen Regierung.

## Geschichte
Die Börse wurde 1894 als gemeinnützige Stiftung gegründet, nachdem 1875 bereits die Bombay Stock Exchange gegründet worden war. Zuvor agierte die Börse im Rahmen des Bombay Securities Contracts Act von 1925. Nach der Verabschiedung des Securities Contract Regulations Act von 1956 fusionierten die Gujarat Share & Stock Exchange, die Indian Share and General Exchange Association, die Bombay Share and Stock Exchange, die Share and Stock Brokers Association mit der Ahmedabad Share and Stock Brokers Association und führten zur heutigen ASE.
Die ASE ist nach der Bombay Stock Exchange die älteste Börse in Indien. Bis 1996 war die ASE in einem 93 Jahre alten, denkmalgeschützten Gebäude untergebracht und zog danach in ein moderneres Gebäude um. Die Börse nahm am 12. Dezember 1996 ihren Betrieb auf. Zunächst nutzte die ASE ein System von IBM. Seit Juni 1999 nutzt die ASE das Online-Handelssystem der Ahmedabad Stock Exchange (ASETS). Dieses System wurde der ASE von Tata Consultancy Services Ltd. zur Verfügung gestellt. Mitglieder der ASE können über das System IBOSS auch an der Bombay Stock Exchange handeln. Die Börse zählte zuletzt 333 Handelsmitglieder. Die indische Marktaufsichtsbehörde Securities and Exchange Board of India (SEBI) hat 2018 der ASE den Entzug der Anerkennung bewilligt und erklärt, dass regionale Börsen mit einem Nettovermögen von weniger als 1 Mrd. Rupien und einem Umsatz von weniger als 1 Mrd. Rupien geschlossen werden. Das denkmalgeschützte alte Börsengebäude wurde zum Verkauf angeboten.